# Хиле (филозофија)
Хиле у филозофији ( / ˈ х аɪ л иː / ; из старогрчког : ηλη ) се односи на материју или ствари. Сва материја се састоји од једне супстанце коју Аристотел назива Хиле.

## Теорија четири елемента
У Античкој Грчкој у петом вијеку прије н. е. влада мишљење раних атомиста којима родоначелује Емпедокле тврдивши да у свијету све настаје мјешавином четири «корјена» ствари: ваздуха, воде, земље и ватре, а те «корјене» сједињују и разједињују супротне силе «пријетељства и непријатељства».
Сматрало се да се свијет састоји од четири основна градивна елемента, од којих сваки посједује два својства.

## Хиле
Аристотел је у четвртом вијеку прије н.е. прихватио ову теорију схвативши материју да се она састоји од једне супстанце коју је назвао Хиле (градиво или материјал), пратвар, односно прва или примарна материја, која је могла у себи да садржи различите количине четири квалитета, «принципа»: врућег, хладног, сувог и влажног. То је представљено на шематском прилогу гдје је видљиво да је ваздух врућ и влажан, вода хладна и влажна, ветар врућ и сув, а земља хладна и сува. Разлике између појединих тијела посљедица су различитих комбинација примарних квалитета, док је основна материја увијек иста. 
Грци првобитно нису имали ријеч за материју, за разлику од сировине која је погодна за неку специфичну сврху, па је Аристотел у ту сврху прилагодио ријеч "дрво". Идеја, да је све физичко направљено од исте основне супстанце добро се држи у савременој науци, иако се може сматрати више у смислу енергије или материје ( енергије). Ово, данас, на изглед примитивно тумачење, напротив указује да се од времена Античке Грчке, суштински ништа ново и није разумјело у филозофији па и у науци. Све су само « варијације на исту тему».